# بخش بل کریک (شهرستان گودو، مینه سوتا)
بخش بل کریک (به انگلیسی: Belle Creek Township) یک منطقهٔ مسکونی در ایالات متحده آمریکا است که در شهرستان گودهیو، مینه‌سوتا واقع شده‌است.
 بخش بل کریک ۹۲٫۳ کیلومتر مربع مساحت و ۴۳۷ نفر جمعیت دارد و ۳۵۸ متر بالاتر از سطح دریا واقع شده‌است.